# Армия освобождения Белуджистана
Армия освобождения Белуджистана (АОБ, белудж. بلۏچستان آجۏییء لشکر Balóchestán ájói-e lashkar, англ. Balochistan Liberation Army, BLA) — белуджская военизированная организация, действующая в Пакистане. Признана террористической организацией в Пакистане, США, Великобритании, Евросоюзе и Китае.
В мире АОБ стала известна после своих атак на граждан Китая, вовлечённых в китайские инвестиционные проекты в Пакистане.

## История
Армия освобождения Белуджистана была создана в 2000 году. Некоторые СМИ и аналитики связывают АОБ с более ранними сепаратистскими движения в Белуджистане, существовавшими при поддержке СССР в 1970-е годы.
Первой атакой, приписываемой АОБ, был взрыв на рынке Джинна в городе Кветта 22 июля 2000 года, 7 убитых, 25 раненых (включая военных и гражданских).
14 декабря 2005 года АОБ совершила ракетную атаку на лагерь пограничников в округе Кохлу, который в тот момент посещал президент Пакистана Первез Мушарраф.
В апреле 2006 года АОБ была признана террористической организацией в Пакистане. В июле того же года Великобритания внесла АОБ в список запрещённых организаций, однако она приняла в качестве беженца Хейрбияра Марри, несмотря на заявления Пакистана о том, что он является главой группировки.
После призывов главы «Белуджской республиканской партии» Брахамдаг-Хана Бугти к убийству не-белуджей в Белуджистане в 2009 году АОБ начала множественные атаки, преимущественно на пенджабцев, но также на синдхов и пуштунов. Участились нападения на учителей: например, резонанс получили убийство в 2009 году Анвара Бега, школьного учителя из округа Калат, за отказ поднимать белуджский флаг и петь белуджский гимн, а также убийство 2010 года университетской преподавательницы Назимы Талиб в Кветте, по утверждению АОБ, «в ответ на пытки и убийства белуджских женщин [со стороны властей Пакистана]».
15 июня 2013 года АОБ обстреляла ракетами историческую резиденцию основателя Пакистана Мухаммада Али Джинны, деревянное здание было полностью уничтожено. Флаг Пакистана был заменён на флаг Белуджистана.
В 2014—2015 годы АОБ была вовлечена в столкновения с Объединённой белуджской армией, другой сепаратистской организацией.
К концу 2010-х и началу 2020-х активность АОБ значительно увеличилась. Участились атаки на граждан КНР в Пакистане, связанные с китайскими инвестиционными проектами в порту Гвадар. 23 ноября 2018 года случилась атака на китайское консульство в Карачи. Месяц спустя командир АОБ Аслам Балоч «Ачу» и пятеро его соратников были убиты в афганском Кандагаре.
26 апреля 2022 года АОБ атаковала китайских граждан около университета Карачи. В результате были убиты трое китайцев и их пакистанский водитель. Атака примечательна тем, что впервые АОБ использовала женщину в качестве смертницы, ей стала 30-летняя бывшая школьная учительница Шари Балоч.
25 августа 2024 года АОБ объявила «операцию Хероф». Она стала одной из самых кровопролитных серий атак в Белуджистане, приведя к 74 убитым, включая 14 пакистанских солдат.

## Идеология
Армия освобождения Белуджистана — левая секулярная организация. Она обвиняет Пакистан и Китай в империализме и неоколониализме.
Члены АОБ преимущественно принадлежат к белуджам племён Марри и Бугти. АОБ совершает атаки против не-белуджского населения Белуджистана, в особенности пенджабцев. Более лояльно АОБ относится к пуштунам, подчёркивая «многовековые братские связи между белуджами и пуштунами».

## Руководство
Первым лидером организации стал Балач Марри, сын одного из вождей племени Марри. В 2007 году он был убит в Афганистане при невыясненных обстоятельствах. С тех пор, по неподтвержденным данным, организацию возглавляет его брат, Хейрбияр Марри, живущий в Великобритании в качестве политического беженца, но сам он этого не признает.
Тем не менее, достоверно известно о нескольких полевых командирах АОБ. До 2018 года, основным командиром террористов АОБ был генерал Аслам Балоч по прозвищу «Ачу». Аслам руководил атакой на консульство КНР в Карачи в 2018 году и рядом других терактов. Именно при нём была создана так называемая «Бригада Маджида» или «отряд смертников» АОБ. Аслам Ачу был обнаружен и убит в городе Кандагар в Афганистане агентами пакистанской Межведомственной разведки в 2018 году. С тех пор главным полевым командиром группировки стал Башир Зеб.

## Иностранная поддержка
Пакистан неоднократно обвинял Индию в поддержке АОБ. Так, в 2010 году премьер-министр Пакистана Юсуф Реза Гилани официально заявил, что имеет на руках досье, в котором говорится об участии Индии в белуджистанском конфликте, однако индийские власти опровергли данное заявление. Затем Индию обвинили в поддержке АОБ через их консульства в Афганистане.
В 2008 году после атаки на Мумбаи, совершённой группировкой Лашкар-е Тайба, по мнению Индии спонсируемой Пакистаном, британские дипломаты высказывали опасения, что Нью-Дели может в ответ тайно спонсировать белуджских сепаратистов. В то же время власти США считают неубедительными заявления Пакистана о том, что индийские власти поддерживают белуджские группировки.
В 2018 году Пакистан организовал убийство лидера АОБ Аслама Балоча в афганском Кандагаре. Впоследствии власти Афганистана признали, что местный полицейский начальник Абдурразик Ачакзай годами давал приют лидерам АОБ в своём доме в Кандараге. Аслам Балоч жил в Афганистане с 2005 года.
18 января 2024 года Пакистан нанёс авиаудар по Ирану (остану Систан и Белуджистан) под предлогом борьбы с лагерями АОБ и Фронта освобождения Белуджистана, якобы расположенными на территории страны.